# Phaeogenes plutellae
Phaeogenes plutellae är en stekelart som beskrevs av Kurdjumov 1912. Phaeogenes plutellae ingår i släktet Phaeogenes och familjen brokparasitsteklar. Inga underarter finns listade i Catalogue of Life.